# George Lourens Kiers
George Lourens Kiers (Amsterdam, 26 januari 1838 – aldaar, 22 juli 1916) was een Nederlands schilder, aquarellist en tekenaar.

## Leven en werk
George Kiers kwam uit een kunstzinnige familie, hij was een zoon van de schilders Petrus Kiers en Elisabeth Haanen. Ook zijn grootvader Casparis Haanen, jongere zus Catharina Kiers en diverse andere familieleden schilderden. Hij zal de beginselen van het schilderen in familiekring hebben opgedaan, bezocht een tekenschool in Amsterdam en kreeg verder les van de Haagse zeeschilder Louis Meijer. Volgens Christiaan Kramm had Kiers "bijzonder veel aanleg voor het zeeschilderen". Kiers woonde en werkte in Amsterdam, Den Haag en Assen. In Assen, waar in 1858 hij met zijn vader en stiefmoeder naartoe was verhuisd, legde hij daar onder meer de Brink (1860) en een gezicht op de Vaart (1862) vast. Hij was lid van Arti et Amicitiae, waarmee hij ook exposeerde, en nam deel aan de tentoonstellingen van Levende Meesters in onder ander Amsterdam, Den Haag en Groningen.
Kiers was naast schilder tekenleraar aan school n° 9 en de Inrichting voor Stads Bestedelingen in Amsterdam, tot aan zijn pensioen in 1903. Hij trouwde met Apollonia Maria Cornelia Othilda Bosdijk (1838-1893) en na haar overlijden met Maria Gertrude Tuijn (1841-1915). Kiers overleed op 78-jarige leeftijd, hij werd begraven op de Nieuwe Oosterbegraafplaats.

## Enkele werken

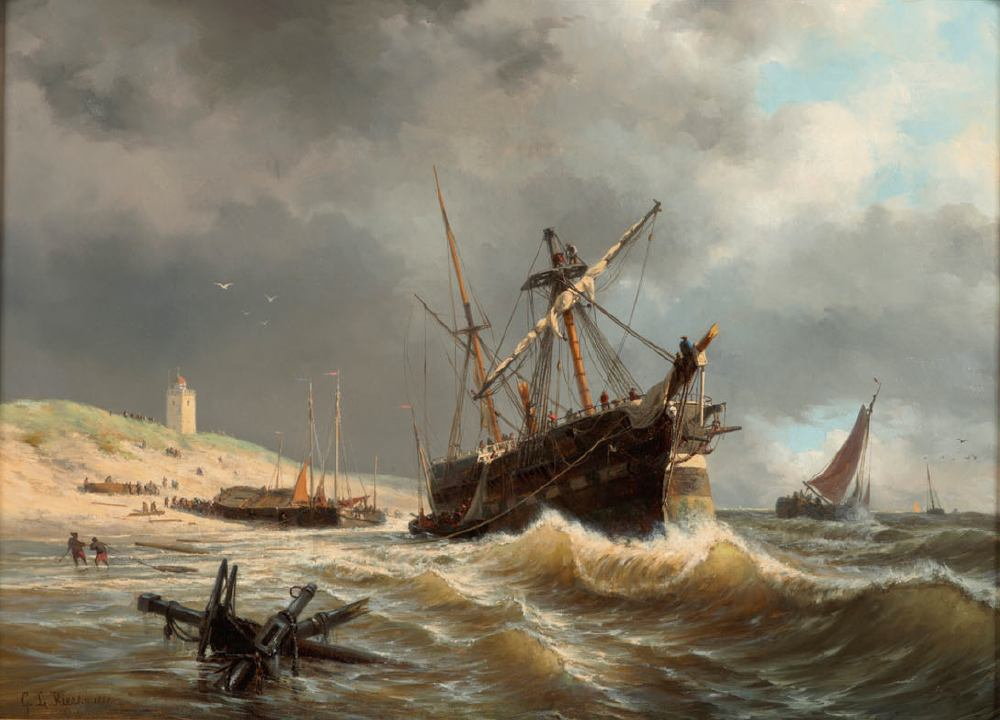
Gestrand barkschip (1858)
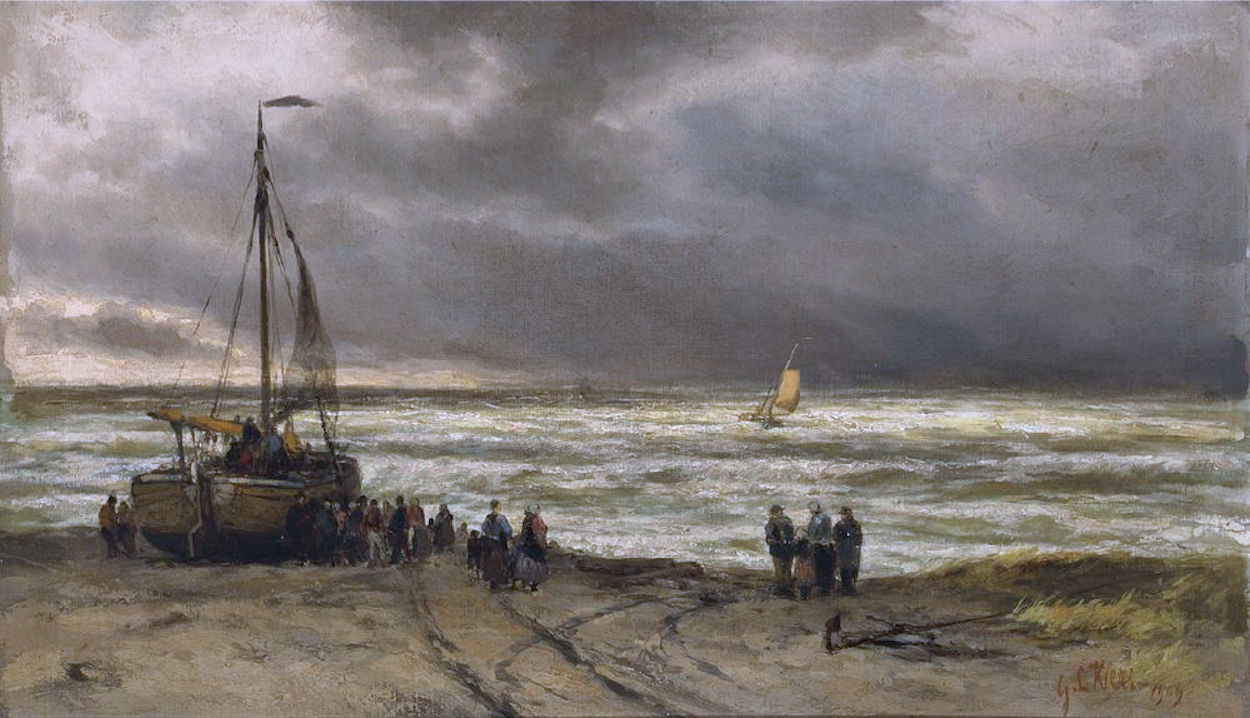
Vissersvolk bij afgemeerde bomschuit
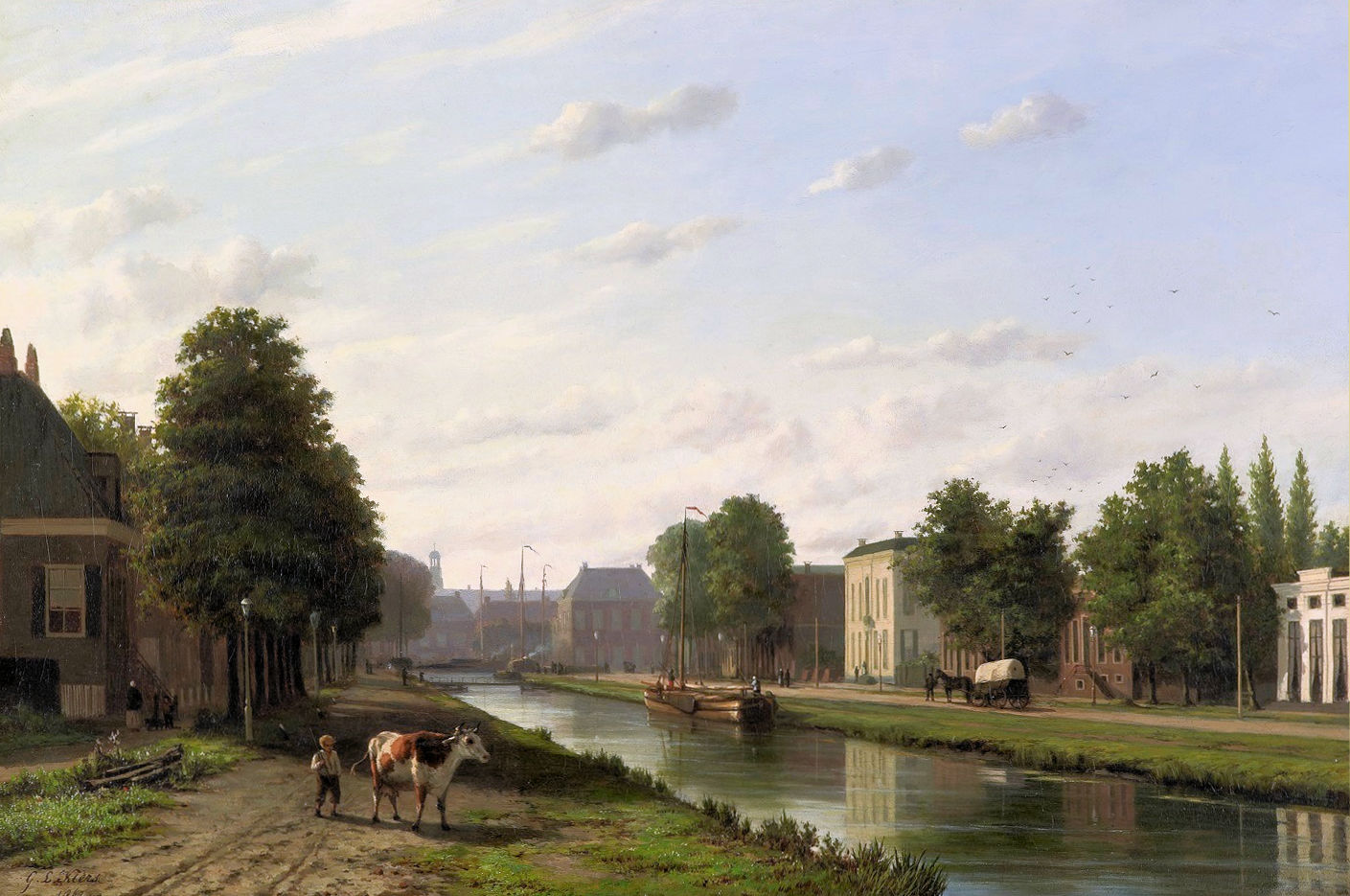
Zicht op de Vaart in Assen (1862)

- Biografisch Portaal: 14971372
- International Standard Name Identifier: 0000 0000 6803 1031
- Nederlandse Thesaurus van Auteursnamen: 148614310
- RKD-Nederlands Instituut voor Kunstgeschiedenis: 88615
- Union List of Artist Names: 500067397
- Virtual International Authority File: 96147246
- WorldCat: E39PBJkMPk9gdVmbBqcgt9Tfv3